# Attaquant de l'année de l'USHL
L'Attaquant de l'année de l'USHL (en anglais : USHL Forward of the Year) est un titre remis annuellement depuis 1984 au joueur considéré le meilleur à la position d'attaquant au cours de la saison régulière dans la United States Hockey League.

## Gagnant du trophée
| Saison    | Récipiendaire    | Équipe                           |
| --------- | ---------------- | -------------------------------- |
| 1983-1984 | Jay Cates        | Vulcans de Saint-Paul/Twin Cites |
| 1984-1985 | Scott Shoffstall | Musketeers de Sioux City         |
| 1985-1986 | Tim Ferguson     | Musketeers de Sioux City         |
| 1986-1987 | Terry Menard     | Flyers de Thunder Bay            |
| 1987-1988 | Robert Nardella  | Buccaneers de Des Moines         |
| 1988-1989 | Greg Johnson     | Flyers de Thunder Bay            |
| 1989-1990 | Kurt Miller      | Mustangs de Rochester            |
| 1990-1991 | Chris Ferraro    | Fighting Saints de Dubuque       |
| 1991-1992 | Peter Ferraro    | Black Hawks de Waterloo          |
| 1992-1993 | Neil Donovan     | Lancers d'Omaha                  |
| 1993-1994 | Jason Blake      | Black Hawks de Waterloo          |
| 1994-1995 | David Hoogsteen  | Flyers de Thunder Bay            |
| 1995-1996 | Jeff Panzer      | Bears de Fargo-Moorhead          |
| 1996-1997 | Mike Lephart     | Lancers d'Omaha                  |
| 1997-1998 | Nate DiCasmirro  | Huskies de North Iowa            |
| 1998-1999 | Pete Fregoe      | Buccaneers de Des Moines         |
| 1999-2000 | Peter Sejna      | Buccaneers de Des Moines         |
| 2000-2001 | Chris Fournier   | Stars de Lincoln                 |
| 2001-2002 | Vince Bellissimo | ScareCrows de Topeka             |
| 2002-2003 | Ryan Potulny     | Stars de Lincoln                 |
| 2003-2004 | Mike Howe        | Lancers de River City            |
| 2004-2005 | Dan Riedel       | Stars de Lincoln                 |
| 2005-2006 | Trevor Lewis     | Buccaneers de Des Moines         |
| 2006-2007 | Phil DeSimone    | Musketeers de Sioux City         |
| 2007-2008 | Jason Gregoire   | Stars de Lincoln                 |
| 2008-2009 | Andrew Miller    | Steel de Chicago                 |
| 2009-2010 | Jaden Schwartz   | Storm de Tri-City                |
| 2010-2011 | Blake Coleman    | Ice de l'Indiana                 |
| 2011-2012 | Kevin Roy        | Stars de Lincoln                 |
| 2012-2013 | Taylor Cammarata | Black Hawks de Waterloo          |
| 2013-2014 | Jake Randolph    | Lancers d'Omaha                  |